# Vale of Leven Football Club
El Vale of Leven Football Club és un club de futbol escocès de la ciutat d'Alexandria a West Dunbartonshire. Disputa els seus partits a l'estadi Millburn Park.
El club original va ser fundat l'any 1872 per treballadors de les factories de tintura d'Archibald Orr-Ewing. Fou un destacat club durant el segle XIX en el qual guanyà tres copes escoceses de forma consecutiva (1877, 1878 i 1879). El 1878 viatjà a Anglaterra i derrotà el campió de la FA Cup The Wanderers per 3-1 a Kennington Oval. Fou membre fundador de la Scottish Football League el 1890. Els problemes econòmics provocaren la desaparició del club l'any 1929.
L'any 1930 un nou club amateur va ser fundat amb el nom Vale of Leven Old Church Old Boys Association o de forma abreujada Vale Ocoba, ingressant a la West of Scotland Football Association i jugant a Millburn Park. Participà en la darrera edició de la Scottish Football Combination, la temporada 1935-36, acabant a mitja taula.

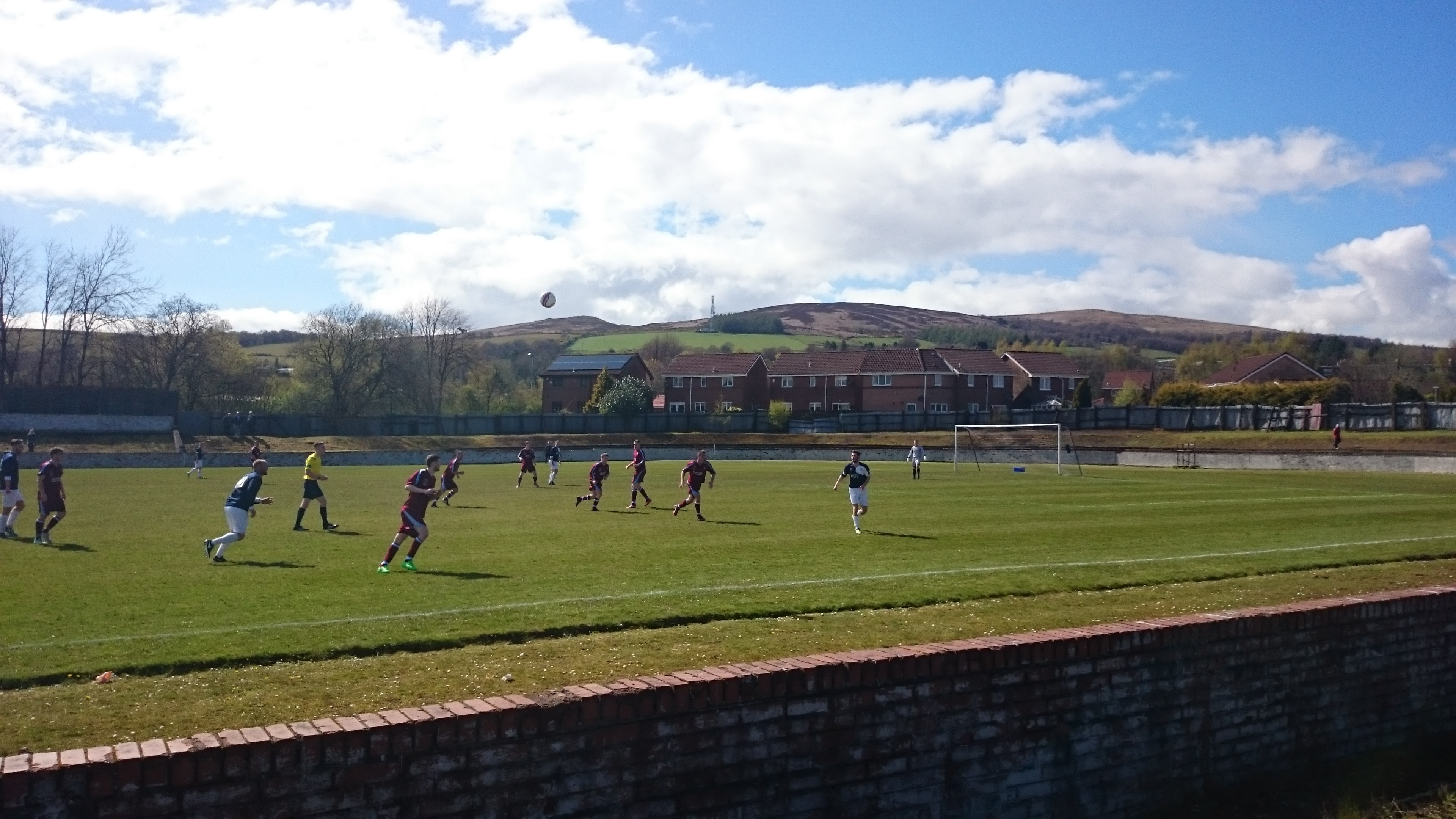
Millburn Park.

El 1939 el club fou convidat a unir-se a la Scottish Football Alliance, i canvia el nom pel de Vale of Leven Football & Athletic Club, però el començament de la Segona Guerra Mundial provocà la suspensió de la lliga i el club finalment ingressà a la Scottish Junior Football Association. L'any 2020 ingressà a la nova West of Scotland Football League.

## Colors
Els colors originals del club eren el vermell i el blau. Cap el 1875-76 el club usava uniforme blau fosc i mitjons vermells. Canvià a un uniforme totalment blau fosc el 1900, canviant el 1912 a pantalons blancs i afegint una V vermella el 1915-16.
El Vale Ocoba lluïa samarreta a franges horitzontals blanques i negres.

## Palmarès
- Copa escocesa de futbol:[2]
  - 1877, 1878, 1879